# Michael Timisela
Michael Elias Timisela, född 5 maj 1986 i Amsterdam, är en nederländsk före detta fotbollsspelare.

## Karriär
Michael Timisela startade sin karriär i storklubben Ajax och blev uppflyttad till A-laget 2005. Efter två säsonger med endast fyra matcher i Eredivisie så flyttade Timisela till VVV-Venlo 2007. Efter 111 matcher i ligan lämnade han klubben som bosman sommaren 2012.
11 december 2012 blev det klart att Michael Timisela har skrivit på ett 2-årskontrakt med Hammarby IF.
Michael Timisela fick inte förnyat kontrakt efter säsongen 2014 då Hammarby vann Superettan och tog steget upp i Allsvenskan.